# فجل الخيل السمارياني
فجل الخيل سمارياني (الاسم العلمي:Armoracia sisymbrioides) هو نوع من النباتات يتبع جنس فجل الخيل من الفصيلة الكرنبية.